# Eugeniusz Zarzycki
Eugeniusz Zarzycki (ur. 1953) – polski kierowca wyścigowy.

## Biografia
Był kaskaderem, ścigał się także motocyklami crossowymi. Pod koniec lat 70. rozpoczął rywalizację rajdowym Polskim Fiatem, a w 1980 roku zadebiutował Polskim Fiatem 126p w WSMP. W 1982 roku rozpoczął starty Promotem II w Formule Polonia. Wygrał wówczas wyścig w Toruniu i zajął piąte miejsce w klasyfikacji. W sezonie 1983 zajął trzecie miejsce w Formule Polonia. W latach 1985–1987 zdobywał mistrzostwo Formuły Polonia, ponadto w 1985 roku zadebiutował w Formule Easter. 16 czerwca 1986 roku zajął jedenaste miejsce w wyścigu Formuły Easter towarzyszącym Grand Prix Węgier Formuły 1. W 1987 roku rozpoczął starty w Formule Easter nowym Promotem III, a rok później zdobył tym pojazdem wicemistrzostwo serii. Jednocześnie w tym okresie był reprezentantem Polski w Pucharze Pokoju i Przyjaźni. W 1989 roku zadebiutował w Formule Mondial. W latach 1994–1995 był uczestnikiem Pucharze Cinquecento, a w 1997 roku był kierowcą Pucharu Renault Mégane Coupé. Następnie był członkiem zarządu Automobilklubu Rzemieślnik. 

## Wyniki
| Legenda oznaczeń w tabelach wyników Wyświetl szablon na nowej stronie | Legenda oznaczeń w tabelach wyników Wyświetl szablon na nowej stronie                                                                     |
| Oznaczenie                                                            | Wyjaśnienie |
| --------------------------------------------------------------------- | --- |
| Złoty                                                                 | Zwycięzca lub mistrzostwo |
| Srebrny                                                               | 2. miejsce lub wicemistrzostwo |
| Brązowy                                                               | 3. miejsce lub II wicemistrzostwo |
| Zielony                                                               | Ukończył, punktował (w klasyfikacji generalnej, gdy zdobył co najmniej jeden punkt na przestrzeni sezonu, poza trzema powyższymi opcjami) |
| Niebieski                                                             | Ukończył, nie punktował (w klasyfikacji generalnej, gdy nie zdobył co najmniej jednego punktu na przestrzeni sezonu)                      |
| Czerwony                                                              | Nie zakwalifikował się (NZ) |
| Czerwony                                                              | Nie prekwalifikował się (NPK) |
| Różowy                                                                | Nie ukończył (NU) |
| Różowy                                                                | Niesklasyfikowany (NS) (w klasyfikacji generalnej, gdy nie został sklasyfikowany w żadnym wyścigu sezonu)                                 |
| Czarny                                                                | Zdyskwalifikowany (DK) |
| Czarny                                                                | Wykluczony (WYK/EX) |
| Biały                                                                 | Nie wystartował (NW) |
| Biały                                                                 | Kontuzjowany (K/INJ) |
| Biały                                                                 | Wyścig odwołany (OD/C) |
| Bez koloru                                                            | Został wycofany (WYC/WD) |
| Bez koloru                                                            | Nie przybył (NP/DNA) |
| Bez koloru                                                            | Nie brał udziału w treningach (NT/DNP) |
| Bez koloru                                                            | Nie został zgłoszony (–) |
| Pogrubienie                                                           | Start z pole position |
| Kursywa                                                               | Najszybsze okrążenie wyścigu |
| †                                                                     | Nie ukończył, ale jego rezultat został zaliczony ze względu na przejechanie więcej niż 90% dystansu wyścigu.                              |
| *                                                                     | Sezon w trakcie |
| 1/2/3                                                                 | Punktowana pozycja w sprincie kwalifikacyjnym                                                                                             |
| Lista systemów punktacji Formuły 1                                    | |

### Puchar Pokoju i Przyjaźni
| Rok  | Samochód   | Silnik | Wyniki w poszczególnych eliminacjach | Wyniki w poszczególnych eliminacjach | Wyniki w poszczególnych eliminacjach | Wyniki w poszczególnych eliminacjach | Pkt. | Msc. |
| ---- | ---------- | ------ | ------------------------------------ | ------------------------------------ | ------------------------------------ | ------------------------------------ | ---- | ---- |
| 1987 |            |        | Polska                               |                                      |                                      |                                      | 53   | 23   |
| 1987 | Promot III | Łada   | 19                                   | -                                    | 17                                   | -                                    | 53   | 23   |
| 1988 |            |        | Czechosłowacja                       |                                      |                                      |                                      | 0    | NS   |
| 1988 | Promot III | Łada   | -                                    | -                                    | NU                                   | NU                                   | 0    | NS   |

### Polska Formuła Mondial
| Rok  | Zespół                        | Samochód   | Silnik | Wyniki w poszczególnych eliminacjach | Wyniki w poszczególnych eliminacjach | Wyniki w poszczególnych eliminacjach | Wyniki w poszczególnych eliminacjach | Wyniki w poszczególnych eliminacjach | Wyniki w poszczególnych eliminacjach | Pkt. | Msc. |
| ---- | ----------------------------- | ---------- | ------ | ------------------------------------ | ------------------------------------ | ------------------------------------ | ------------------------------------ | ------------------------------------ | ------------------------------------ | ---- | ---- |
| 1989 |                               |            |        | Polska                               | Polska                               | Polska                               | Polska                               | Polska                               |                                      | 17   | 14   |
| 1989 | Autoklub Rzemieślnik Warszawa | Promot III | Łada   | 3                                    | NU                                   | NU                                   | -                                    | -                                    |                                      | 17   | 14   |
| 1990 |                               |            |        | Polska                               | Polska                               | Polska                               | Polska                               | Polska                               | Polska                               | 13   | 16   |
| 1990 | Autoklub Rzemieślnik Warszawa |            |        | 6                                    | -                                    | -                                    | -                                    | -                                    | -                                    | 13   | 16   |

### Polska Formuła Easter
| Rok  | Zespół                        | Samochód   | Silnik      | Wyniki w poszczególnych eliminacjach | Wyniki w poszczególnych eliminacjach | Wyniki w poszczególnych eliminacjach | Wyniki w poszczególnych eliminacjach | Wyniki w poszczególnych eliminacjach | Wyniki w poszczególnych eliminacjach | Pkt. | Msc. |
| ---- | ----------------------------- | ---------- | ----------- | ------------------------------------ | ------------------------------------ | ------------------------------------ | ------------------------------------ | ------------------------------------ | ------------------------------------ | ---- | ---- |
| 1985 |                               |            |             | Polska                               | Polska                               | Polska                               | Polska                               | Polska                               |                                      | 38   | 30   |
| 1985 | Autoklub Rzemieślnik Warszawa | Promot II  | Polski Fiat | -                                    | NU                                   | 7                                    | -                                    | -                                    |                                      | 38   | 30   |
| 1986 |                               |            |             | Polska                               | Polska                               | Polska                               | Polska                               | Polska                               |                                      | 64   | 23   |
| 1986 | Autoklub Rzemieślnik Warszawa | Promot II  | Polski Fiat | NU                                   | -                                    | 19                                   | -                                    | 7                                    |                                      | 64   | 23   |
| 1987 |                               |            |             | Polska                               | Polska                               | Polska                               | Polska                               | Polska                               |                                      | 78   | 16   |
| 1987 | Autoklub Rzemieślnik Warszawa | Promot III | Łada        | 8                                    | NU                                   | NU                                   | 4                                    | DK                                   |                                      | 78   | 16   |
| 1988 |                               |            |             | Polska                               | Polska                               | Polska                               | Polska                               | Polska                               |                                      | 178  | 2    |
| 1988 | Autoklub Rzemieślnik Warszawa | Promot III | Łada        | 6                                    | 2                                    | 3                                    | 2                                    | 4                                    |                                      | 178  | 2    |
| 1989 |                               |            |             | Polska                               | Polska                               | Polska                               | Polska                               | Polska                               |                                      | 37   | 7    |
| 1989 | Autoklub Rzemieślnik Warszawa | Promot III | Łada        | 2                                    | 3                                    | -                                    | NU                                   | NU                                   |                                      | 37   | 7    |
| 1990 |                               |            |             | Polska                               | Polska                               | Polska                               | Polska                               | Polska                               | Polska                               | 0    | NS   |
| 1990 | Autoklub Rzemieślnik Warszawa |            |             | NU                                   | NU                                   | -                                    | -                                    | -                                    | -                                    | 0    | NS   |